# ستيفان كارلسون (لاعب كرة قدم)
ستيفان كارلسون (بالسويدية: Stefan Karlsson)‏ هو لاعب كرة قدم سويدي، ولد في 15 ديسمبر 1988 في Haninge Municipality ‏ في السويد. لعب مع نادي أوسترس ونادي يورغوردينس.

## وصلات خارجية
- ستيفان كارلسون على موقع اتحاد السويد (السويدية)
- ستيفان كارلسون على موقع قاعدة بيانات كرة القدم.إي يو (الإنجليزية)
- ستيفان كارلسون على موقع Soccerway.com (الإنجليزية)